# Orgame
Orgame (en griego, Ὀργάμη; en latín, Argamum) era una antigua colonia griega del Ponto Euxino. Se ubicaba en territorio de la actual Rumania.
La ciudad es ya citada en un fragmento de Hecateo de Mileto recogido por Esteban de Bizancio.
Fue fundada por colonos de Mileto o de Istros.
Se localiza en el cabo Dolojman, al este de la ciudad actual de Jurilovca, donde se han realizado excavaciones que han sacado a la luz restos de murallas, de una acrópolis fortificada y tumbas.